# NGC 3013
NGC 3013 é uma galáxia espiral (S) localizada na direcção da constelação de Leo Minor. Possui uma declinação de +33° 34' 11" e uma ascensão recta de 9 horas, 50 minutos e 09,3 segundos.
A galáxia NGC 3013 foi descoberta em 18 de Março de 1874 por Lawrence Parsons.